# Bitwa o Dolną Agencję
Bitwa o Dolną Agencję – pierwsze starcie zbrojne w trakcie powstania Dakotów w Minnesocie. 

## Tło bitwy
Bitwa nastąpiła dzień po wcześniejszym zamordowaniu 5 białych osadników w Acton Township przez młodych wojowników. Uciekli oni do rezerwatu pod opiekę wodzów. Wodzowie obawiali się, iż konsekwencją morderstwa będą represje ze strony armii USA. Mimo że wódz Mały Kruk obawiał się potęgi armii amerykańskiej, zadecydował o rozpoczęciu walki zbrojnej. 
W szerszym kontekście, na decyzję o rozpoczęciu powstania miał też wpływ panujący wśród Indian głód, brak obiecanej pomocy rządowej (m.in. nie dochodziła wciąż rata wypłaty za sprzedaną rządowi USA ziemię plemienną) oraz pogardliwa postawa rządowego Agenta do spraw Indian – Andrew Myricka, który rzekomo nie chciał wydać głodującym Santee żywności na kredyt, proponując w zamian, aby jedli oni trawę.

## Przebieg

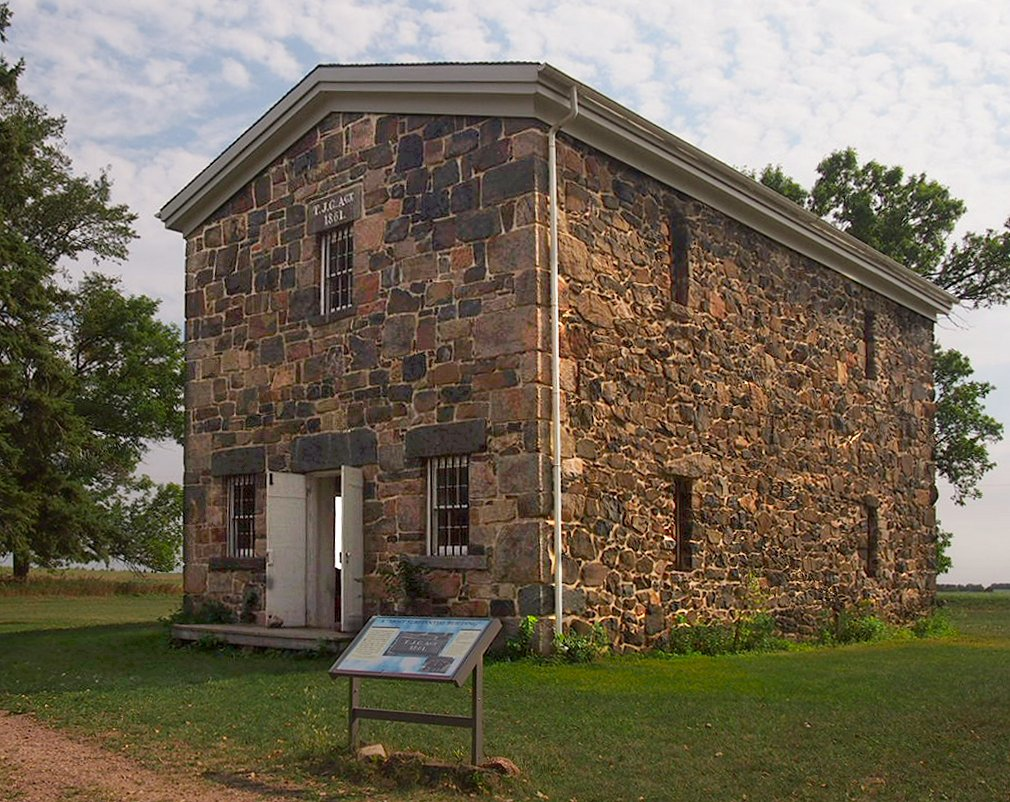
Budynek magazynu Dolnej Agencji wybudowany w 1861 roku

Na terenie agencji znajdowało się około tuzina budynków, w tym magazyny, szkoły, kuźnie oraz sklepy czterech głównych handlarzy: LaBathe’a, Myricka, Forbesa i Roberta.
Rankiem 18 sierpnia duże siły Indian nagłym atakiem zdobyły zabudowania Dolnej Agencji. Ich celem były magazyny handlowe oraz osoby związane z administracją. Wielu handlarzy i urzędników – w tym Myrick – zostało zabitych. Budynki agencji zostały splądrowane i podpalone, a część jej mieszkańców uciekła w kierunku Fortu Ridgely. Według źródeł, niektóre osoby zostały wzięte do niewoli, w tym kobiety i dzieci. Według relacji, ciało Myricka odnaleziono jego ciało z ustami wypchanymi trawą.
W trakcie walki zginęło 20 białych, 10 wzięto do niewoli, zaś 47 zdołało uciec – w większości do Fortu Ridgely.

## Skutki
Atak na Dolną Agencję stanowił początek powstania Dakotów, w którym zginęło ok. 200 osadników, a kolejnych 200 zostało wziętych do niewoli.  
W październiku 1862 roku, po stłumieniu powstania, rozpoczęły się procesy sądowe wobec pojmanych Dakotów. W sumie osądzono 392 osoby, z których 38 stracono publicznie w Mankato – była to największa masowa egzekucja w historii Stanów Zjednoczonych. 
W wyniku ustawy Kongresu z 1863 roku Dakotowie zostali deportowani z Minnesoty, a ich rezerwaty i agencje, w tym Dolna Agencja, zostały rozwiązane. Jedynie niewielka liczba rodzin uznanych za lojalne mogła pozostać. Z czasem część społeczności powróciła – do 1936 roku w rejonie Dolnej Agencji mieszkało 39 rodzin, w tym 20 o dziedzictwie Dakotów - Mdewakantonów.